# عيد الجلاء (اليمن)
عيد الجلاء أو عيد الاستقلال يحتفل به في اليمن في يوم 30 نوفمبر من كل عام، وهو تاريخ جلاء آخر جندي بريطاني عن أراضي جنوب اليمن المحتلة في 30 نوفمبر 1967م.

## الجلاء البريطاني عن عدن

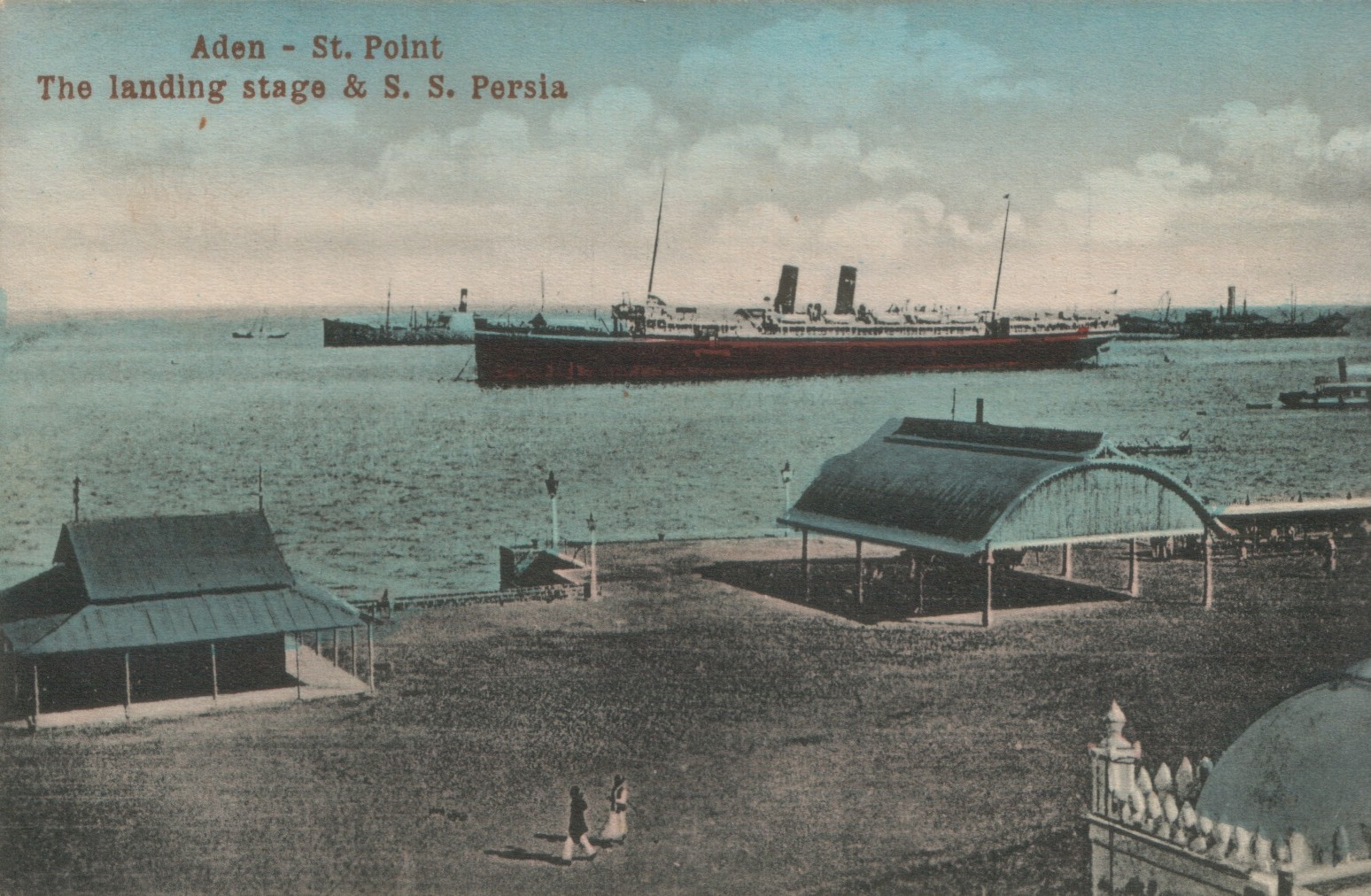
ميناء عدن عام 1910

سيطرَ البريطانيون على عدن عام 1839 عندما قامت شركة الهند الشرقية بِإرسال مشاةَ البحرية الملكية إلى شواطئ المدينة وكانتْ تحكم كجزء من الهند البريطانية إلى سنة 1937 عندما أصبحت مستعمرة بِحد ذاتها تابعة للتاج البريطاني. كانت عدن أكثر تقدماً وعمراناً ونسبةُ التعليم كانتْ مرتفعة بين سُكانها نَتَاجْ الإٍدارةُ الإٍنجليزية لِلمدينة، أماْ المناطق القَبلية المُحيطة بِها حضرموت وشبوة وأبين وغيرها لم تخْتلف كثيراً عنْ المناطقِ الشمالية لِلْيمن  عَقْدَ الإِنْجليز مُعاهداتْ صَدَاقة مع سلاطين القبائل المحيطة بِعدن وكعادتهم كانوا يدعَمون من تبدو فيه بوادِر التعاون معهم ضِد الآخرين وكانوا يرصدون النِزاعات بين السلاطين دون تدخلٍ مباشر 
في خمسينياتِ القرن العشرينْ تأَثر أهالي المُستعمرة مِن العرب بِخطابات جمال عبد الناصر والأغاني الثورية الصادرة عنْ إذاعة القاهرة وكان لسياساتِ الإنجليز التعَسُفية والمُتجاَهِلة لِمَطالبِ العرب في عدن دور رَئِيسي في تنامي تِلك المشاعر  وكان لِوجودِ هيّئات مُجتمع مَدني أثرٌ كبير على المطالبين بِإسقاط حُكم الإِمامة في شمالِ البِلاد، فَتَزايدتْ أَعدادٌ النازحينَ مِن الشمالِ ممّا سببَ قلقاً للمُستعمر البريطاني فَعَرضَ إِقامة ما عُرف باتحاد الجنوب العربي وهو اتحاد فدرالي يَجمع خمسةَ عشر سلْطنة مُنتشرة في أرجاء المُستعمرة أملاً في تخْفيف حِدة المطالب الداعية لِلاستقلالِ الكامل 
وظَهرتْ حركاتُ مُقاومة مِثل جبهة التحرير القومية المدعُومة مِن المصريين  وجبهة تحرير جنوب اليمن المحتل المُختلفة في التوجُهات عن السابقة وأَعلنتْ حالة الطوارئ (إنجليزية: Aden Emergency) في 10 ديسمبر 1963 عندما أَلقى عناصِر من جبهة التحرير القومِية قُنبلة أَدت إلى مقْتل المندوب البريطاني السامي. واستمرت هجماتُ الفصائِل حتى انْسحبت القواتُ البريطانية عن عدن في 30 نوفمبر 1967 قبل الموعد المقرر مِن قبل رئيس الوزراء البريطاني هارولد ويلسون وقامت جمهورية اليمن الديمقراطية الشعبية 